# Дюамель, Лоран
Лоран Дюамель (фр. Laurent Duhamel; род. 10 октября 1968, Руан) — французский футбольный арбитр. Является арбитром Федерации футбола Франции с 1993 года, а также арбитром категории ФИФА с 1999 года. Входит в элитную группу судей УЕФА с 2006 года. За свою карьеру Дюамель судил матчи Лиги 1 и Лиги 2, Кубка Франции, Кубка французской лиги, Лиги чемпионов, Кубка УЕФА, Лиги Европы, Кубка Интертото, а также был судьёй нескольких международных матчей: товарищеских и отборочных к чемпионатам мира и Европы.
Являлся главным судьёй матча Чемпионата России по футболу между московскими футбольными клубами «Спартак» и ЦСКА, состоявшегося 9 сентября 2006 года. Матч закончился вничью 2:2, а тогдашний главный тренер ЦСКА Валерий Газзаев после матча прозвал арбитра «клоуном».

## Завершение карьеры
9 января 2012 Дюамель был выведен из элитной группы арбитров УЕФА. После чего его рейтинг ухудшился. Последний матч на котором Лоран выступил в роли арбитра был проведен 17 мая 2014 года, в чемпионате Франции по футболу. 